# Paseo del Río de la Miel
El paseo del Río de la Miel es un parque público situado en la localidad española de Algeciras (provincia de Cádiz).
Inaugurado en 2010 el Paseo del Río de la Miel es uno de los proyectos urbanísticos más importantes de los desarrollados en la ciudad de Algeciras en los últimos años que recupera el espacio ocupado por el antiguo cauce del río de la Miel oculto desde los años 70 y establece el germen del futuro acceso central a la ciudad.
Construido en una de las vías más importantes de la ciudad comunica la estación de tren, la de autobuses, el helipuerto y la terminal de pasajeros del puerto al tiempo que hace de transición entre las villas Nueva y Vieja de la ciudad.
El proyecto de urbanización del desaparecido estuario del río tenía como objetivo la recuperación de la zona baja de la ciudad, lugar en el que hasta 1975 se encontraba la desembocadura del río y las vías del tren y que desde el abovedamiento del primero y el desvío de las segundas se encontraba infrautilizado. En este sentido el paseo fue concebido dentro de un proyecto urbanístico denominado Jardín de Humm Hakim presentado por el equipo de arquitectos de José Carlos Mariñas que resultó ganador del concurso de ideas convocado por el Ayuntamiento de Algeciras en 2007 siendo inaugurada su primera fase por el secretario de Estado de Cooperación Territorial, Gaspar Zarrías el 24 de junio de 2010.
La urbanización se realizó sobre 18.818 m² comprendidos entre las calles Segismundo Moret y Avenida Villanueva afectando también a otras calles adyacentes, principalmente a la calle José Santacana que lo comunica con el Mercado Ingeniero Torroja. La mayor parte de la zona urbanizada queda ocupada por un paseo peatonal con áreas de descanso y construcciones de baja altura destinadas a acoger locales de restauración y espacios culturales. La zona destinada al tráfico rodado se corresponde con la calle Segismundo Moret tras su ampliación con el antiguo aparcamiento privado existente. Destaca por su originalidad el mobiliario urbano utilizado, diseñado expresamente para este proyecto, sobre todo los elementos de iluminación que se alternan con vegetación.
El Paseo actúa como eje vertebrador de la parte baja de la ciudad comunicando la Avenida de La Marina y la antigua travesía de la N-340. En sus alrededores se encuentran varios edificios singulares de la ciudad como el Auditorio Millán Picazo, el Kursaal, el Hotel Sevilla, el Hotel Anglo-Hispano o la Capilla del Cristo de la Alameda.